# Amstel Gold Race 1999
La 34e édition de la course cycliste, l'Amstel Gold Race a eu lieu le 24 avril 1999 et a été remportée par le Néerlandais Michael Boogerd.

## Récit de la course
km 97

Ludo Dierckxsens, Koos Moerenhout et Alexandre Vinokourov sont seuls en tête de course et atteignent leur avance maximale sur le peloton : 7 minutes 10.

km 167

Michael Boogerd place une attaque et seul Jo Planckaert prend sa roue.

km 171

Boogerd et Jo Planckaert sont rejoints par Gabriele Missaglia. Les trois hommes ont alors 4 minutes 30 de retard sur le trio de tête.

km 198

Dans le Keutenberg, Frank Vandenbroucke accélère et rejoint les trois contre-attaquants. Il se forme par la suite un groupe de 14 coureurs (dont Michele Bartoli et Laurent Jalabert) à la poursuite des trois hommes de tête.

km 210

Ludo Dierckxsens, Koos Moerenhout et Alexandre Vinokourov sont repris.

km 216

Michael Boogerd attaque et provoque une nouvelle sélection. Seul Lance Armstrong prend sa roue.

km 221

Boogerd et Armstrong sont rejoints par Gabriele Missaglia et Markus Zberg.

km 238

Lance Armstrong attaque à son tour. Il est suivi par Michael Boogerd tandis que Gabriele Missaglia et Markus Zberg sont décrochés. Derrière, Laurent Roux sort en contre en compagnie de Maarten den Bakker.

km 249

Le quatuor de tête se reforme. Roux et den Bakker pointent à 32 secondes.

km 250

Gabriele Missaglia et Markus Zberg chutent à cause d'une moto. Ils sont repris par Roux et den Bakker.

km 255

Lance Armstrong lance le sprint mais c'est Michael Boogerd qui s'impose d'un souffle.

## Classement final
| Pos. | Coureur             | Pays       | Équipe            | Temps           |
| ---- | ------------------- | ---------- | ----------------- | --------------- |
| 1    | Michael Boogerd     | Pays-Bas   | Rabobank          | 6 h 37 min 23 s |
| DSQ  | Lance Armstrong     | États-Unis | US Postal Service | + 0 s           |
| 3    | Gabriele Missaglia  | Italie     | Lampre-Daikin     | + 16 s          |
| 4    | Maarten den Bakker  | Pays-Bas   | Rabobank          | + 16 s          |
| 5    | Laurent Roux        | France     | Casino            | + 16 s          |
| 6    | Léon van Bon        | Pays-Bas   | Rabobank          | + 46 s          |
| 7    | Markus Zberg        | Suisse     | Rabobank          | + 46 s          |
| 8    | Gian Matteo Fagnini | Italie     | Saeco             | + 51 s          |
| 9    | Daniele Nardello    | Italie     | Mapei-Quick Step  | + 51 s          |
| 10   | Marco Velo          | Italie     | Mercatone Uno     | + 54 s          |